# Hermann Grab (1843)
Hermann Grab (25. ledna 1843 Troja u Prahy – 9. října 1900 Vídeň) byl česko-německý průmyslník a podnikatel židovského původu, člen úspěšného podnikatelského rodu Grabů. Roku 1866 se stal spolumajitelem závodu na výrobu voskovaného plátna a koberců M. Grab v Tróji nedaleko Prahy, ve své době největší továrny svého druhu v Rakousku-Uhersku. Jeho rod byl roku 1915 povýšen do šlechtického stavu s přídomkem rytíři z Hermannswörthu.

## Život

### Mládí
Narodil se jako prvorozený syn v usedlosti při vinici Malovaná do rodiny židovského textilního podnikatele a průmyslníka Moise Graba (1812–1895), původem z Drahelčic západně od Prahy, a Kathariny, rozené Mestic, původem z Horní Cerekve. . Jeho rodiče spolu žili v souladu s tzv. familiantským zákonem, sňatek jim kvůli židovskému původu a víře bylo povoleno uzavřít až roku 1849. Jeho otec se mj. zabýval chemií a byl autorem průmyslového vynálezu nepropustného voskovaného plátna, využívaného především k výrobě ubrusů, které od roku 1836 vyráběla jím vlastněná manufaktura v Troji - Pelc-Tyrolce.

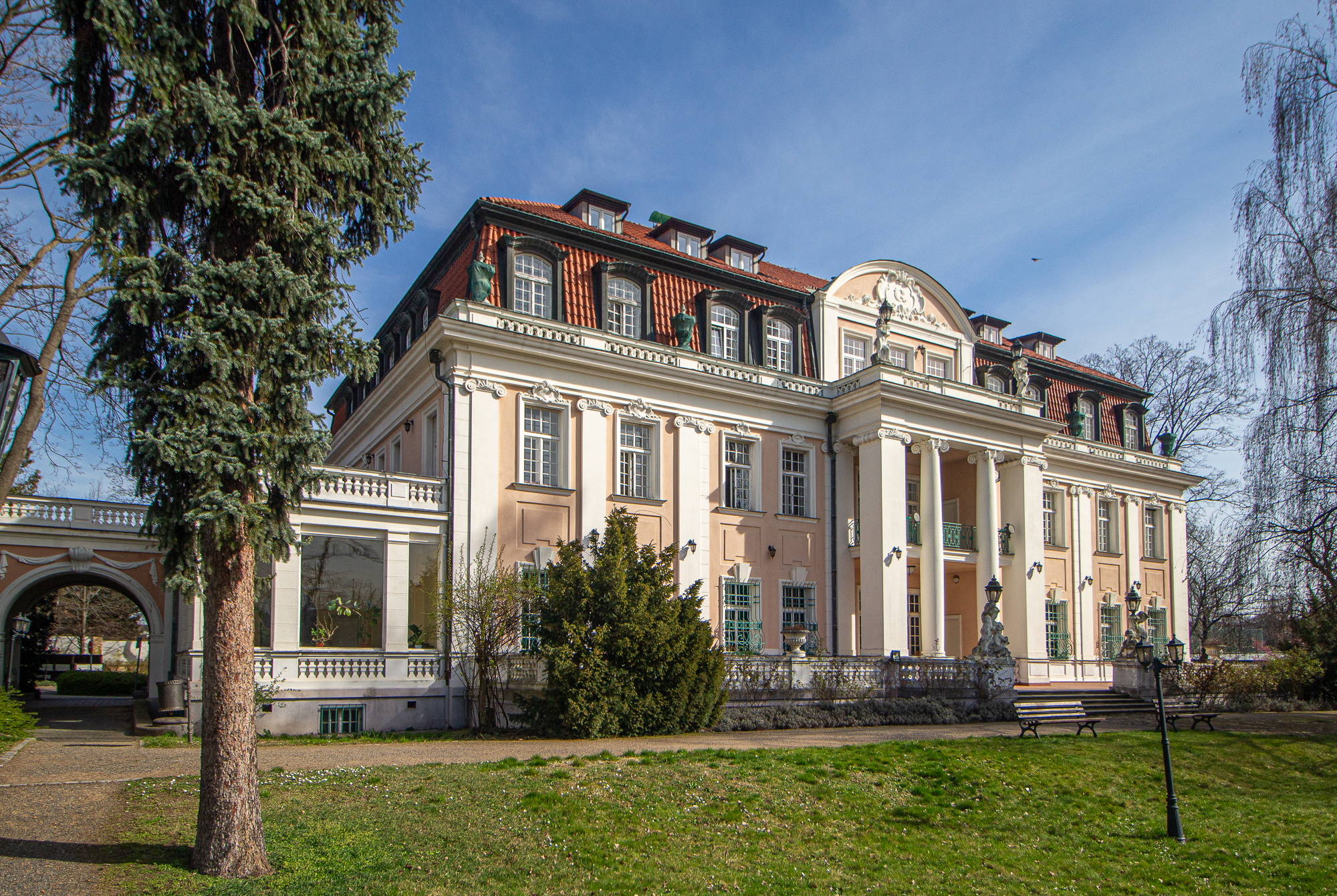
Grabova vila

Hermann se roku 1866 stal společníkem v rodinné firmě, kterou Moritz Grab předal jemu a jeho bratru Josefovi (1850–1883) roku 1877. Stále vysoká poptávka po voskovaném plátnu vedla bratry Grabovy k výstavbě továrního objektu na voskovaná plátna a koberce na pozemku usedlosti Košinka na okraji Libně v letech 1879–1880. Tím došlo k dalšímu růstu firmy, narušenému smrtí Hermannova  bratra Josefa Graba roku 1883. Okolo továrny posléze vznikly také objekty pro zaměstnance a také honosná Grabova vila, vystavěná v 90. letech 19. století karlínským stavitelem a architektem Josefem Blechou. V reprezentativním sídle rodiny Grabů byli častými hosty např. skladatel Richard Strauss (tchán Alice Grabové), či přátelé Hermanna Graba, jako např. filosof Theodor W. Adorno a Max Brod.

### Úmrtí
Hermann Grab zemřel 9. října 1900 ve Vídni ve věku 57 let. Pohřben byl v rodinné hrobce na Novém židovském hřbitově na Olšanech.
Nedlouho po jeho smrti založila jeho manželka Katharina zaměstnanecký penzijní fond, první svého druhu v Rakousku-Uhersku, vyplácející zaměstnaneckou rentu ve výši 30 procent platu po deseti odpracovaných letech, kterýžto podíl se s dalšími roky zvyšoval.

### Rodinný život
Od roku 1867 byl Hermann Grab ženatý s Katharinou (1845–1913), rozenou Meller. Společně počali šest dětí. Ve vedení rodinné firmy nadále pokračovali synové Emmanuel (1868–1929) a Hugo (1872–1937). Starší dcera Camilla (1870–1933) se provdala za Ernsta Rindskopfa z Teplic, mladší Adele (1871–1917) za pražského podnikatele Alexandra Reitlera. Dcery Bertha a Lucie zemřely v dětství.
Vnuk Hermann Grab byl úspěšným klavíristou a spisovatelem.